# کاپیتول ایالت ویرجینیای غربی

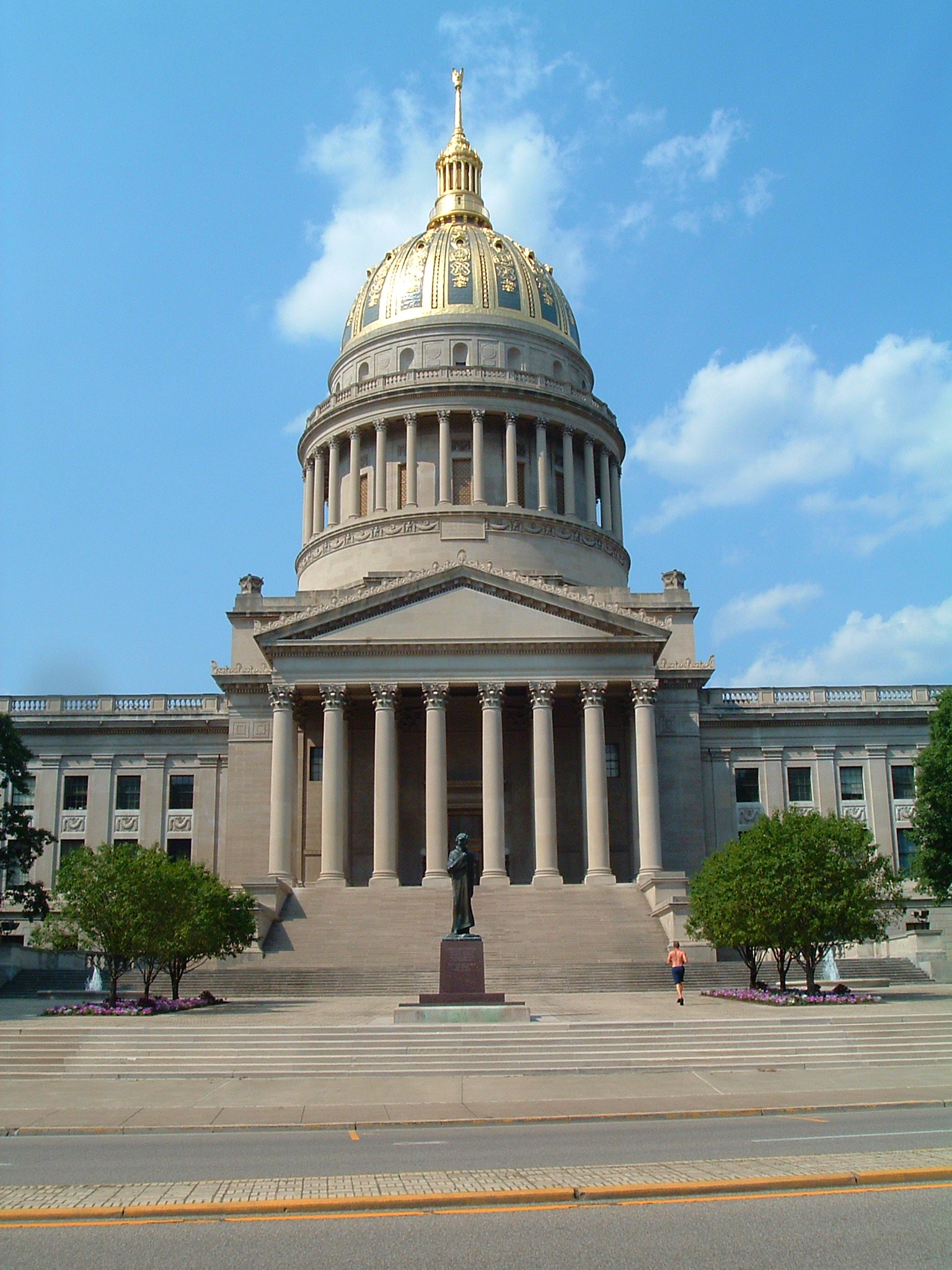

ساختمان کاپیتل ایالت ویرجینیای غربی (West Virginia State Capitol) بنایی است که شاخه مقننه دولت ایالت ویرجینیای غربی در آن قرار دارد. معمار بنا کاس گیلبرت است.
بنای کنونی در سال ۱۹۲۵ (پس از نابودی بنای قبلی در آتش در ۱۹۲۱) ساخته گردید و در چارلستون قرار دارد.
این بنا خانه مجلس نمایندگان ایالت است.